# Benoni Beheyt
Benoni Beheyt (Zwijnaarde, Gant, 27 de setembre de 1940) va ser un ciclista belga, que fou professional entre 1962 i 1968. Com a ciclista amateur va participar en els Jocs Olímpics d'Estiu de 1960. Com a professional les victòries més importants foren el Campionat del Món de ciclisme en ruta de 1963, la Gant-Wevelgem de 1963 i una etapa del Tour de França de 1964.

## Palmarès
- 1960
  - Vencedor d'una etapa a la Volta a Limburg amateur
- 1961
  - Vencedor d'una etapa a la Volta a Limburg amateur
- 1962
  - 1r a la Brussel·les-Ingooigem
  - Vencedor d'una etapa del Tour de Picardia
- 1963
  -  Campionat del Món de ciclisme
  - 1r a la Gant-Wevelgem
  - 1r al Gran Premi de Fourmies
  - 1r al Tour de Valònia
- 1964
  - Campió de Bèlgica en ruta
  - 1r de la Volta a Bèlgica
  - Vencedor d'una etapa al Tour de França
  - Vencedor d'una etapa al Tour del Sud-Est

### Resultats al Tour de França
- 1963. 49è de la classificació general
- 1964. 49è de la classificació general. Vencedor d'una etapa
- 1965. 47è de la classificació general